# Antal Szerb
Antal Szerb, ook gekend onder het pseudoniem A.H. Redcliff (Boedapest, 1 mei 1901 - Balf, 27 januari 1945), was een Hongaars schrijver.

## Biografie
Antal Szerb was de zoon van een tot het katholicisme bekeerd joods koopman. Vanaf 1919 studeerde hij aan de Universiteit van Graz klassieke en moderne filologie en vanaf 1920 in Boedapest hungarologie, germanistiek en anglistiek. In 1924 promoveerde hij op Ferenc Kölcsey. Nadien ging hij op studiereis naar Frankrijk, Italië en Londen. Aangezien hij omwille van zijn joodse afkomst in die tijd aanvankelijk geen kans kreeg tot een academische carrière, werkte hij als leraar Hongaars en Engels. Pas in 1937 kon hij habiliteren aan de Universiteit van Szeged, waar hij tot 1943 doceerde, totdat hij tot verplichte arbeidsdienst werd opgeroepen en vrachtboten moest ontladen.
In 1944 werd hij samen met andere Boedapestse joden gedeporteerd om de Südostwall op te bouwen. Op 27 januari 1945 werd hij door bewakers in een gevangenenkamp in Balf, vlak bij de Oostenrijkse grens, doodgeslagen.
Tot zijn bekendste werken als schrijver horen De Pendragonlegende (1934) en Reis bij maanlicht (1937). Ook zijn Geschiedenis van de Hongaarse literatuur (1934) en Geschiedenis van de wereldliteratuur (1941) worden nog steeds beschouwd als standaardwerken.

## Publicaties (selectie)
- A magyar irodalom története, 1934 (Geschiedenis van de Hongaarse literatuur)
- A Pendragon legenda, 1934 (De nachtelijke ruiter, vert. D v.d. B., 1937; De Pendragonlegende, vert. Györgyi Dandoy, 2006)
- Budapesti útikalauz marslakók számára, 1935 (Boedapest voor Marsmannetjes)
- Utas és holdvilág, 1937 (Reis bij maanlicht, vert. Györgyi Dandoy, 2004)
- A világirodalom története, 1941 (Geschiedenis van de wereldliteratuur)